# ماه‌پیشونی (فیلم ۱۳۵۰)
ماه پیشونی فیلمی ایرانی به کارگردانی اسماعیل کوشان و محصول ۱۳۵۰ شمسی است.

## موضوع فیلم
دختر زیبایی که بعدها به «ماه پیشونی» معروف می‌شود، خواهر ناتنی و زن بابایی دارد که از او نفرت دارند. یکبار طی ماجرایی شاهزاده‌ای با ماه پیشونی آشنا می‌شود، اما این آشنایی دوامی نیاورده و به زودی میانشان جدایی می‌افتد. این فیلم به گونه ای آغازگر مجموعه فیلم‌های ساخته شده با موضوع سیندرلا در دنیای سینماست. کلیه دیالوگ‌ها به صورت شعر نوشته و تماشای فیلم را با جذابیت خاصی همراه نموده‌است.